# Fernando Rees
Fernando Rees (ur. 4 stycznia 1985 w São Paulo) – brazylijski kierowca wyścigowy.

## Kariera
Rees rozpoczął karierę w wyścigach samochodowych w 2002 roku, od startów w Formule Renault 2.0, a konkretnie we  Włoskiej Formule Renault, Europejskim Pucharze Formuły Renault 2.0 oraz w Brazylijskiej Formule Renault. W późniejszych latach startował w Południowoamerykańskiej Formule 3, Formule 3 Euro Series, Toyota Atlantic Championship, Formule Renault 3.5, Le Mans Series oraz w FIA World Endurance Championship. W 2005 roku Włoch wystartował w sezonie Formuły Renault 3.5 z austriacką ekipą Interwetten.com. W ciągu dwunastu wyścigów jednak nie zdołał zdobyć punktów.

## Statystyki
| Sezon | Seria                                                        | Zespół                   | Wyścigi | Zwycięstwa | PP | NO | Podium | Punkty | Pozycja |
| ----- | ------------------------------------------------------------ | ------------------------ | ------- | ---------- | -- | -- | ------ | ------ | ------- |
| 2002  | Włoska Formuła Renault                                       | Bicar Racing             | 8       | 0          | 0  | 0  | 0      | 0      | NS      |
| 2002  | Włoska Formuła Renault                                       | RC Motorsport            | 8       | 0          | 0  | 0  | 0      | 0      | NS      |
| 2002  | Europejski Puchar Formuły Renault 2.0                        | 3                        | 0       | 0          | 0  | 0  | 0      | NS     |         |
| 2002  | Brazylijska Formuła Renault                                  | M4T Motorsport           | 2       | 0          | 0  | 0  | 0      | 8      | 21      |
| 2003  | Południowoamerykańska Formuła 3                              | Césario F3               | 12      | 1          | 0  | 0  | 6      | 96     | 6       |
| 2004  | Formuła 3 Euroseries                                         | Swiss Racing Team        | 2       | 0          | 0  | 0  | 0      | 0      | NS      |
| 2005  | Formuła Renault 3.5                                          | Interwetten.com          | 12      | 0          | 0  | 0  | 0      | 0      | NS      |
| 2005  | Toyota Atlantic Championship                                 | Brooks Associates Racing | 1       | 0          | 0  | 0  | 0      | 13     | 22      |
| 2007  | Le Mans Series - LMGT1                                       | Larbre Competition       | 1       | 1          | 0  | 0  | 1      | 0      | NS†     |
| 2008  | Le Mans Series - LMP2                                        | Barazi Epsilon           | 4       | 0          | 0  | 0  | 0      | 1      | 20      |
| 2009  | Le Mans Series - LMP2                                        | Barazi Epsilon           | 1       | 0          | 0  | 0  | 0      | 0      | NS      |
| 2010  | Le Mans Series - LMGT1                                       | Larbre Competition       | 4       | 3          | 1  |    | 3      | 64     | 2       |
| 2012  | FIA World Endurance Championship - LMGTE Am                  | Larbre Compétition       | 4       | 0          | 0  | 0  | 0      | 0      | NS      |
| 2012  | FIA World Endurance Championship                             | Larbre Compétition       |         |            |    |    |        | 1      | 82      |
| 2013  | FIA World Endurance Championship Trophy for LMGTE Am Drivers | Larbre Compétition       | 7       | 0          | 0  | 1  | 2      | 73     | 7       |
| 2013  | FIA World Endurance Championship Cup for GT Drivers          | Larbre Compétition       |         |            |    |    |        | 12,25  | 29      |

† – Rees nie był zaliczany do klasyfikacji.

## Wyniki w Formule Renault 3.5
| Legenda oznaczeń w tabelach wyników Wyświetl szablon na nowej stronie | Legenda oznaczeń w tabelach wyników Wyświetl szablon na nowej stronie                                                                     |
| Oznaczenie                                                            | Wyjaśnienie |
| --------------------------------------------------------------------- | --- |
| Złoty                                                                 | Zwycięzca lub mistrzostwo |
| Srebrny                                                               | 2. miejsce lub wicemistrzostwo |
| Brązowy                                                               | 3. miejsce lub II wicemistrzostwo |
| Zielony                                                               | Ukończył, punktował (w klasyfikacji generalnej, gdy zdobył co najmniej jeden punkt na przestrzeni sezonu, poza trzema powyższymi opcjami) |
| Niebieski                                                             | Ukończył, nie punktował (w klasyfikacji generalnej, gdy nie zdobył co najmniej jednego punktu na przestrzeni sezonu)                      |
| Czerwony                                                              | Nie zakwalifikował się (NZ) |
| Czerwony                                                              | Nie prekwalifikował się (NPK) |
| Różowy                                                                | Nie ukończył (NU) |
| Różowy                                                                | Niesklasyfikowany (NS) (w klasyfikacji generalnej, gdy nie został sklasyfikowany w żadnym wyścigu sezonu)                                 |
| Czarny                                                                | Zdyskwalifikowany (DK) |
| Czarny                                                                | Wykluczony (WYK/EX) |
| Biały                                                                 | Nie wystartował (NW) |
| Biały                                                                 | Kontuzjowany (K/INJ) |
| Biały                                                                 | Wyścig odwołany (OD/C) |
| Bez koloru                                                            | Został wycofany (WYC/WD) |
| Bez koloru                                                            | Nie przybył (NP/DNA) |
| Bez koloru                                                            | Nie brał udziału w treningach (NT/DNP) |
| Bez koloru                                                            | Nie został zgłoszony (–) |
| Pogrubienie                                                           | Start z pole position |
| Kursywa                                                               | Najszybsze okrążenie wyścigu |
| †                                                                     | Nie ukończył, ale jego rezultat został zaliczony ze względu na przejechanie więcej niż 90% dystansu wyścigu.                              |
| *                                                                     | Sezon w trakcie |
| 1/2/3                                                                 | Punktowana pozycja w sprincie kwalifikacyjnym                                                                                             |
| Lista systemów punktacji Formuły 1                                    | |

| Rok  | Zespół          | Wyniki w poszczególnych eliminacjach | Wyniki w poszczególnych eliminacjach | Wyniki w poszczególnych eliminacjach | Wyniki w poszczególnych eliminacjach | Wyniki w poszczególnych eliminacjach | Wyniki w poszczególnych eliminacjach | Wyniki w poszczególnych eliminacjach | Wyniki w poszczególnych eliminacjach | Wyniki w poszczególnych eliminacjach | Wyniki w poszczególnych eliminacjach | Wyniki w poszczególnych eliminacjach | Wyniki w poszczególnych eliminacjach | Wyniki w poszczególnych eliminacjach | Wyniki w poszczególnych eliminacjach | Wyniki w poszczególnych eliminacjach | Wyniki w poszczególnych eliminacjach | Wyniki w poszczególnych eliminacjach | Punkty | Pozycja |
| ---- | --------------- | ------------------------------------ | ------------------------------------ | ------------------------------------ | ------------------------------------ | ------------------------------------ | ------------------------------------ | ------------------------------------ | ------------------------------------ | ------------------------------------ | ------------------------------------ | ------------------------------------ | ------------------------------------ | ------------------------------------ | ------------------------------------ | ------------------------------------ | ------------------------------------ | ------------------------------------ | ------ | ------- |
| 2005 | Interwetten.com | BEL                                  | BEL                                  | MON                                  | VAL                                  | VAL                                  | FRA                                  | FRA                                  | BIL                                  | BIL                                  | DEU                                  | DEU                                  | GBR                                  | GBR                                  | PRT                                  | PRT                                  | ITA                                  | ITA                                  | 0      | 35      |
| 2005 | Interwetten.com | -                                    | -                                    | -                                    | -                                    | -                                    | 17                                   | NU                                   | 18                                   | 14                                   | NU                                   | NU                                   | 23                                   | NU                                   | NU                                   | 19                                   | NU                                   | 23†                                  | 0      | 35      |